# Pittosporum tenuivalve
Pittosporum tenuivalve är en tvåhjärtbladig växtart som beskrevs av Richard Schodde. Pittosporum tenuivalve ingår i släktet Pittosporum och familjen Pittosporaceae. Inga underarter finns listade.